# 卢西亚娜 (足球运动员)
卢西亚娜·玛丽亚·迪奥尼齐奥（葡萄牙語：Luciana Maria Dionizio，1987年7月24日—），通常简称卢西亚娜，巴西女子足球运动员。她曾代表巴西国家代表队参加2024年夏季奥林匹克运动会女子足球比赛，获得一枚银牌。